# ФК «Динамо» Москва в сезоне 1933
Сезон 1933 года — 11-й в истории футбольного клуба «Динамо» Москва.
В нем команда приняла участие в весеннем и осеннем чемпионатах Москвы и в первенстве «Динамо».

## Общая характеристика выступления команды в сезоне
В этом сезоне свои первые матчи за главную команду «Динамо» провели Виктор Дубинин (пришедший из команды ЗиС) и один из известнейших игроков (и тренеров) в истории клуба Михаил Якушин (ранее выступавший в команде СКиГ), пришедшие в линию полузащиты на смену проведшему все десять предыдущих сезонов в команде Ивану Ленчикову, закончившему карьеру.
В весеннем первенстве столицы динамовцы, будучи явными фаворитами, достаточно уверенно одержали на пути к финалу победы во всех матчах, но в решающей встрече с ЦДКА феноменальная игра вратаря соперников Рыжова не позволила одержать победу, и встреча завершилась вничью 0:0. Поскольку официально соревнования проводились только в «клубном зачете», то обязательное выявление первенства в главных командах регламентом не предусматривалось, и, таким образом, чемпионство оказалось разделенным между «Динамо» и ЦДКА.
К осеннему первенству команда подошла не в лучшей форме, со старта уступив дважды. Динамовцы бросились в погоню, в шести последующих матчах лишь однажды сыграв вничью (с будущим победителем — командой «Серп и Молот»), и в результате судьба первенства решалась 6 ноября уже после окончания всех игр чемпионата в переигровке матча пятого тура, опротестованного «Дукатом». Победитель в этой встрече становился чемпионом; случившаяся же в итоге ничья вывела на первое место «Серп и Молот». Динамовцы остались лишь третьими, опередив ЗиС только по соотношению мячей.
В футбольном турнире Всесоюзной Спартакиады «Динамо», посвящённой 10-летию общества, команда «Динамо» Москва вновь заняла первое место, победив в финале в непростой борьбе сборную одноклубников из Украины. 

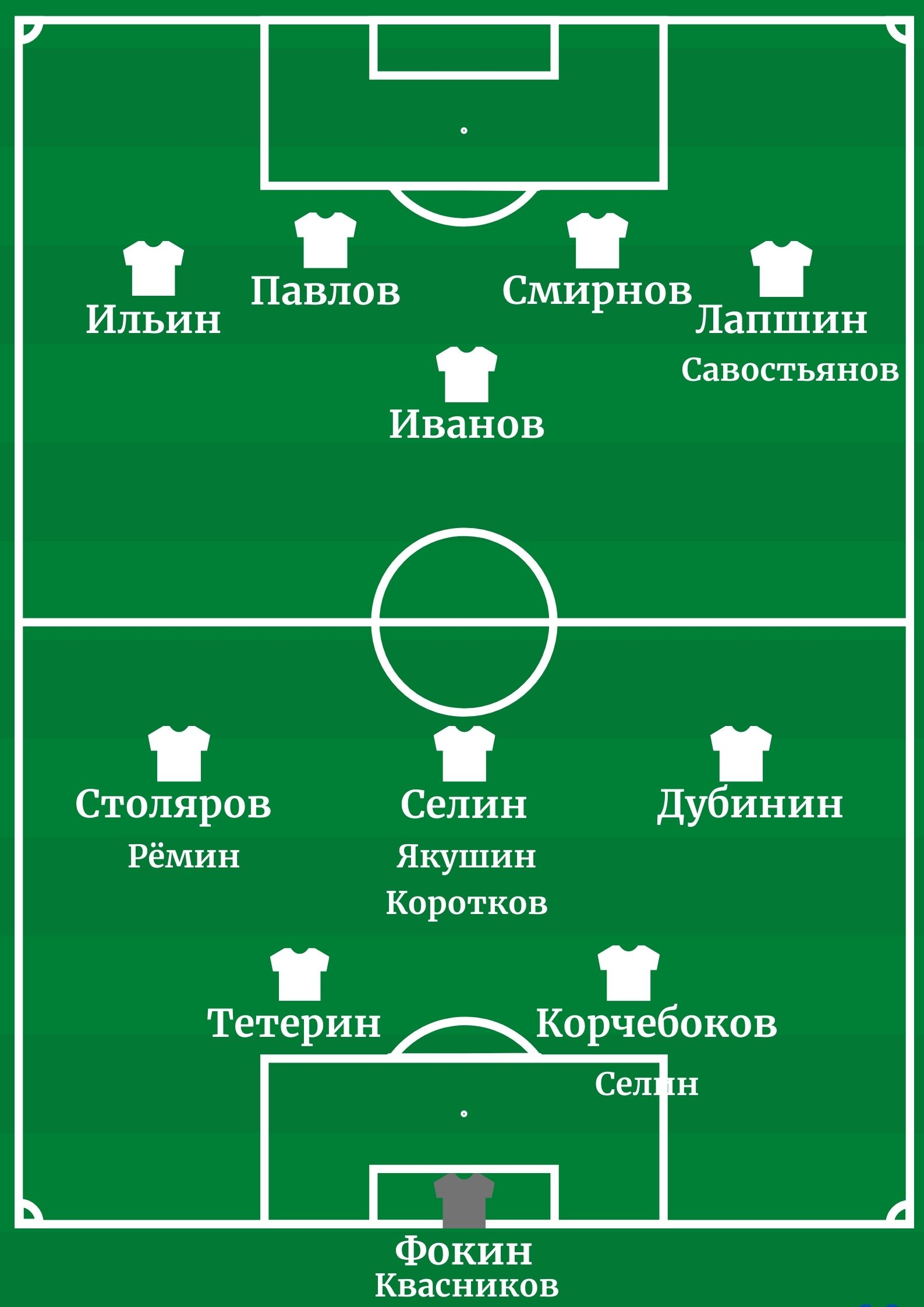

## Команда

### Состав
| Игрок               | Дата рождения    | Сезон в «Динамо» | Бывший клуб            |
| Вратари             | Вратари          | Вратари          | Вратари                |
| ------------------- | ---------------- | ---------------- | ---------------------- |
| Евгений Фокин       | 25 октября 1909  | 4                | КЖД им.Ильича Подольск |
| Александр Квасников | 6 декабря 1912   | 4                | «Динамо» (клубная)     |
| Ярослав Титов       | 12 января 1906   | 1                | «Динамо» (клубная)     |
| Защитники           |                  |                  |                        |
| Лев Корчебоков      | 11 марта 1907    | 4                | «Динамо» (клубная)     |
| Виктор Тетерин      | 27 января 1906   | 4                | РКимА                  |
| Виктор Соколов      | 27 марта 1911    | 1                | «Каучук»               |
| Полузащитники       |                  |                  |                        |
| Виктор Дубинин      | 30 сентября 1901 | 1                | ЗиС                    |
| Фёдор Селин         | 7 марта 1899     | 7                | «Трёхгорка»            |
| Алексей Столяров    | 5 марта 1905     | 6                | «Динамо» Ленинград     |
| Павел Коротков      | 14 июля 1907     | 4                | «Динамо» (клубная)     |
| Александр Рёмин     | 28 сентября 1910 | 2                | «Трёхгорка»            |
| Михаил Якушин       | 15 ноября 1910   | 1                | СКиГ                   |
| Нападающие          |                  |                  |                        |
| Павел Савостьянов   | 14 июня 1904     | 5                | ЦДКА                   |
| Алексей Лапшин      | 22 февраля 1909  | 3                | РКимА                  |
| Василий Смирнов     | 18 декабря 1908  | 3                | «Трёхгорка»            |
| Сергей Иванов       | 7 мая 1906       | 9                | «Динамо» (клубная)     |
| Василий Павлов      | 23 января 1907   | 7                | «Динамо» (клубная)     |
| Сергей Ильин        | 2 июля 1906      | 3                | ЦДКА                   |

### Изменения в составе
| Поз | Игрок          | Прежний клуб |
| --- | -------------- | ------------ |
| З   | Виктор Соколов | «Каучук»     |
| П   | Виктор Дубинин | ЗиС          |
| П   | Михаил Якушин  | СКиГ         |

| Поз | Игрок         | Новый клуб         |
| --- | ------------- | ------------------ |
| П   | Иван Ленчиков | закончил карьеру   |
| Н   | Георгий Дёмин | «Динамо» (клубная) |
| Н   | Пётр Мидлер   | «Динамо» (клубная) |

## Официальные матчи

### Чемпионат Москвы 1933 (весна)
Число участников — 12. Чемпионы — «Динамо» и ЦДКА (титул разделён).
Чемпионат разыгрывался в три этапа. Сначала прошли игры в предварительных группах по «круговой системе»; затем победители образовали две полуфинальные группы, победители которых встретились в финале.
Поскольку в очередной раз был применен «клубный зачет» для определения прогресса главной (первой) команды по ходу турнира, то, строго говоря, данная схема не позволяла корректно идентифицировать первенство главных команд. Однако (как и годом, и двумя годами ранее в аналогичных ситуациях) практически все футбольные историки считают расхождения между результатами первых команд и «клубного зачета» в данном случае несущественными и признают состоявшийся турнир адекватно определившим сильнейшие главные (первые) команды .
Регламент не предусматривал какое-либо определение победителя для главных (первых) команд в случае ничьей в финале; спортивное значение имел лишь «клубный» зачёт» (победитель — «Динамо»). Таким образом, обе команды разделили первенство.

#### Первый этап. Группа «В»
| 6 мая ЧМ 1 (93) | «Динамо» Москва                                                                                | 8:1     | «Красный пролетарий»            | Москва                                        |
| | - Родионов 38′ (авт.) - Ильин 48′ 63′ - Павлов 55′ 78′ - Лапшин 59′ - Смирнов 65′ - Иванов 86′ | (отчёт) | - 25′ Зайцев - 39'(пен.) Зайцев | Стадион: «Красный пролетарий» Зрителей: 3 000 |
| «Динамо» Москва: Фокин - Корчебоков,Тетерин - Дубинин, Селин , Столяров - Лапшин, Смирнов, Иванов, Павлов, Ильин Красный пролетарий: Поляков - Пчеликов , Родионов - Вик.Павлов, Стыкин, Дергачёв - Грудцын, Зайцев, Кудрявцев, Коршаков, Пугачёв |                                                                                                |         |                                 |                                               |

| 12 мая ЧМ 2 (94) | «Динамо» Москва                           | 4:3     | ЗиС                                           | Москва                             |
| | - Лапшин 25′ 42′ - Ильин 63′ - Павлов 88′ | (отчёт) | - 12′ ?.Семёнов - 50′ Емельянов - 70′ Курапов | Стадион: «Динамо» Зрителей: 10 000 |
| «Динамо» Москва: Квасников - Корчебоков,Тетерин - Дубинин, Селин , Столяров - Лапшин, Смирнов, Иванов, Павлов, Ильин ЗиС: Виноградов - Ананьев, Поляков - В.Маслов, М.Жуков, Ершов - Орлов, В.Семёнов, Курапов, Е.Семёнов, Емельянов |                                           |         |                                               |                                    |

| 6 июн ЧМ 3 (95) | «Динамо» Москва                                     | 4:2     | «Геофизика»          | Москва                            |
| | - Смирнов 18′ - Иванов 30′ - Ильин 43′ - Павлов 64′ | (отчёт) | - 36′ 56′ В.Степанов | Стадион: «Динамо» Зрителей: 5 000 |
| «Динамо» Москва: Фокин - Корчебоков,Тетерин - Дубинин, Селин , Столяров - Савостьянов, Смирнов, Иванов, Павлов, Ильин |                                                     |         |                      |                                   |

#### Второй этап. Группа «А-2»
| 28 июн ЧМ 4 (96) | «Динамо» Москва                                      | 4:3     | «Трёхгорка»                                     | Москва                             |
| | - Смирнов 8′ - Столяров 28′ - Ильин 65′ - Павлов 85′ | (отчёт) | - 37′ Афанасьев - 50′ Михайлов - 79′ С.Артемьев | Стадион: «Динамо» Зрителей: 10 000 |
| «Динамо» Москва: Фокин - Корчебоков,Тетерин - Дубинин, Столяров , Рёмин - Савостьянов, Смирнов, Иванов, Павлов, Ильин Трёхгорка: Козлов - Кузнецов, Аронов - Хорошко, Сидоркин, Малахов - Афанасьев, Литвейко, Михайлов, С.Артемьев, Фёдоров |                                                      |         |                                                 |                                    |

| 30 июн ЧМ 5 (97) | «Динамо» Москва                                                           | 6:3     | «Казанка»                                       | Москва                            |
| | - Савостьянов 25′ - Смирнов 39′ - Павлов 42′ 69′ - Ильин 44′ - Иванов 80′ | (отчёт) | - 28′ Вик.Куликов - 36′ Лавров - 55′ Ал.Семёнов | Стадион: «Динамо» Зрителей: 8 000 |
| «Динамо» Москва: Квасников - Корчебоков,Тетерин - Дубинин, Столяров , Рёмин - Савостьянов (46' Лапшин), Смирнов, Иванов, Павлов, Ильин Казанка: Разумовский - И.Андреев , Рожнов - Зенкин, Новиков, Кошелев - Вик.Куликов, Соколов, Мордасов, Лавров, Ал.Семёнов |                                                                           |         |                                                 |                                   |

| 2 июл ЧМ 6 (98) | «Динамо» Москва                       | 3:0     | ЗиФ | Москва                         |
| | - Селин 18′ - Ильин 60′ - Смирнов 73′ | (отчёт) |     | Стадион: «ЗиФ» Зрителей: 8 000 |
| «Динамо» Москва: Квасников - Корчебоков,Тетерин - Дубинин, Селин , Столяров - Савостьянов, Смирнов, Иванов, Павлов, Ильин ЗиФ: Поляков - Федотов, Горохов - Карасёв, Ан.Ржевцев, Корнилов - Репин, Рязанцев, С.Соколов, Волков , Чукляев |                                       |         |     |                                |

#### Финал
| 6 июл ЧМ 7 (99) | «Динамо» Москва | 0:0     | ЦДКА | Москва                                              |
| |                 | (отчёт) |      | Стадион: «Динамо» Зрителей: 12 000 Судья: А.Рябинин |
| «Динамо» Москва: Фокин - Корчебоков,Тетерин - Дубинин, Селин , Столяров - Савостьянов, Смирнов, Иванов, Павлов, Ильин ЦДКА: Рыжов - Саванов, Лясковский - Пахомов, Никишин , Халкиопов - Семичастный, Карпов, Кудрявцев, Комаров, Бочков |                 |         |      |                                                     |

### Чемпионат Москвы 1933 (осень)
Число участников — 12. Чемпион — «Серп и Молот».
Чемпионат проходил по «круговой системе»; команда «Динамо» заняла 3 место.
| 12 авг ЧМ 1 (100) | «Динамо» Москва                                        | 5:0     | «Казанка» | Москва                             |
| | - Смирнов 4′ 51′ - Ильин 16′ - Иванов 37′ - Павлов 70′ | (отчёт) |           | Стадион: «Динамо» Зрителей: 10 000 |
| «Динамо» Москва: Фокин - В.Соколов,Тетерин - Дубинин, Селин , Столяров - Лапшин, Смирнов, Иванов, Павлов, Ильин Казанка: Разумовский - И.Андреев , Рожнов - Зенкин, Майоров, Кошелев - Бельков, Соколов, Мордасов, Лавров, Вик.Куликов |                                                        |         |           |                                    |

| 18 авг ЧМ 2 (101) | «Динамо» Москва | 1:3     | ЦДКА                                | Москва                             |
| | - Павлов 42′    | (отчёт) | - 18′ 63′ Семичастный - 52′ Никишин | Стадион: «Динамо» Зрителей: 12 000 |
| «Динамо» Москва: Фокин - Корчебоков,Тетерин - Коротков, Селин , Столяров - Лапшин, Смирнов, Иванов, Павлов, Ильин ЦДКА: Рыжов - Саванов, Лясковский - Пахомов, Самороднов, Никишин - Семичастный, Карпов, Кудрявцев, Комаров, Бочков |                 |         |                                     |                                    |

| 6 сен ЧМ 3 (102) | «Динамо» Москва           | 2:5     | ЗиС                                                 | Москва                             |
| | - Ильин 26′ - Смирнов 44′ | (отчёт) | - 16′ 41′ 63′ В.Семёнов - 55′ Орлов - 82′ Емельянов | Стадион: «Динамо» Зрителей: 10 000 |
| «Динамо» Москва: Квасников (60' Фокин) - Корчебоков,Тетерин - Дубинин, Селин , Столяров - Савостьянов (70' Лапшин), Смирнов, Иванов, Павлов, Ильин ЗиС: Виноградов - Ананьев, Поляков - В.Маслов, Жуков, Ершов - Орлов, Курапов , В.Семёнов, И.Иванов, Емельянов |                           |         |                                                     |                                    |

| 18 сен ЧМ 4 (103) | «Динамо» Москва                       | 3:1     | «Красный пролетарий» | Москва                            |
| | - Ильин 35′ - Иванов 72′ - Павлов 84′ | (отчёт) | - 60′ Зайцев         | Стадион: «Динамо» Зрителей: 8 000 |
| «Динамо» Москва: Фокин - Селин , Тетерин - Дубинин, Якушин, Столяров - Лапшин, Смирнов, Иванов, Павлов, Ильин Красный пролетарий: Есенин - Пчеликов , Родионов - В.Павлов, Стыкин, Деркачёв - Н.Тарасов, Зайцев, Кудрявцев, Коршаков, Пугачёв |                                       |         |                      |                                   |

| 21 сен ЧМ 5* (104) | «Динамо» Москва | 1:1     | «Дукат»          | Москва                                                 |
| | - Павлов 58′    | (отчёт) | - 76′ Кривоносов | Стадион: им.Томского Зрителей: 8 000 Судья: А.Богданов |
| «Динамо» Москва: Фокин - Селин , Тетерин - Дубинин, Якушин, Столяров - Лапшин, Смирнов, Иванов, Павлов, Ильин Дукат: И.Филиппов - Ал.Старостин, П.Попов - П.Старостин, Ан.Старостин, Леута - Н.Старостин , П.Артемьев, Исаков, Кривоносов, Москвин - Судья А.Богданов опоздал к началу матча и встреча началась позже намеченного на 7 минут. Во втором тайме начало темнеть и судья несколько поспешил с финальным свистком. После окончания игры команда «Дукат» опротестовала результат матча, указав, что матч продолжался меньше положенного (на 20 секунд). Секция футбола и хоккея МГСФК протест приняла и постановила матч переиграть (переигран 6 ноября после окончания всех календарных игр первенства). |                 |         |                  |                                                        |

| 24 сен ЧМ 6 (105) | «Динамо» Москва                                    | 4:0     | «Трёхгорка» | Москва                               |
| | - Лапшин 8′ - Смирнов 59′ - Ильин 65′ - Павлов 81′ | (отчёт) |             | Стадион: «Трёхгорка» Зрителей: 6 000 |
| «Динамо» Москва: Фокин - Селин , Тетерин - Дубинин, Якушин, Рёмин - Лапшин, Смирнов, Иванов, Павлов, Ильин Трёхгорка: Козлов - Кузнецов , Аронов - Хорошко, Сидоркин, Малахов - Петров, Литвейко, С.Артемьев, Михайлов, Фёдоров |                                                    |         |             |                                      |

| 30 сен ЧМ 7 (106) | «Динамо» Москва                                                             | 10:0    | СКиГ | Москва                          |
| | - Смирнов 12′ 16′ 70′ - Павлов 21′ 36′ 44′ 77′ - Иванов 29′ - Ильин 49′ 67′ | (отчёт) |      | Стадион: «СКиГ» Зрителей: 5 000 |
| «Динамо» Москва: Фокин - Корчебоков, Тетерин - Дубинин, Якушин, Рёмин - Савостьянов, Смирнов, Иванов, Павлов, Ильин СКиГ: Глазунов - Соколов, Кочетков - Давыдов, В.Стрепихеев , Филиппов - Вик.Прокофьев, Баулин, Кожин, Яковлев, Сергеев |                                                                             |         |      |                                 |

| 4 окт ЧМ 8 (107) | «Динамо» Москва    | 0:0     | «Серп и Молот» | Москва                                                   |
| | - Иванов 40'(пен.) | (отчёт) |                | Стадион: «Серп и Молот» Зрителей: 5 000 Судья: А.Рябинин |
| «Динамо» Москва: Фокин - Селин , Тетерин - Дубинин, Коротков, Столяров - Лапшин, Смирнов, Иванов, Павлов, Ильин Серп и Молот: Гранаткин - Афонин, Аркадьев - Максимов, Н.Ильин, Бубенцов - Потапов, Попов, К.Блинков , Колесников, Богданов |                    |         |                |                                                          |

| 6 окт ЧМ 9 (108)                                                                                             | «Динамо» Москва                          | 4:2     | «Геофизика»          | Москва                                        |
| | - Иванов 6′ - Ильин 25′ - Павлов 75′ 83′ | (отчёт) | - 38′ 64′ В.Степанов | Стадион: «Красные Сокольники» Зрителей: 5 000 |
| «Динамо» Москва: Фокин - Селин ,Тетерин - Дубинин, Якушин, Столяров - Лапшин, Смирнов, Иванов, Павлов, Ильин |                                          |         |                      |                                               |

| 9 окт ЧМ 10 (109)                                                                                                 | «Динамо» Москва                                                                  | 9:0     | «Гознак» | Москва                            |
| | - Смирнов 18′ 41′ 60′ - Ильин 33′ 51′ - Иванов 55′ - Павлов 68′ 83′ - Лапшин 75′ | (отчёт) |          | Стадион: «Динамо» Зрителей: 5 000 |
| «Динамо» Москва: Фокин - Корчебоков, Тетерин - Дубинин, Якушин, Столяров - Лапшин, Смирнов, Иванов, Павлов, Ильин |                                                                                  |         |          |                                   |

| 24 окт ЧМ 11 (110) | «Динамо» Москва                                         | 5:1     | ЗиФ           | Москва                            |
| | - Иванов 12′ 55′ - Ильин 26′ - Якушин 38′ - Смирнов 75′ | (отчёт) | - 79′ Чукляев | Стадион: «Динамо» Зрителей: 8 000 |
| «Динамо» Москва: Фокин - Корчебоков, Тетерин - Дубинин, Якушин, Столяров - Лапшин, Смирнов, Иванов, Павлов, Ильин ЗиФ: Есенин - Федотов, Карелин - Карасёв, Ан.Ржевцев, Корнилов - Репин, Рязанцев, С.Соколов, Волков , Чукляев |                                                         |         |               |                                   |

| 6 ноя ЧМ 5* (111) | «Динамо» Москва | 1:1     | «Дукат»       | Москва                                                  |
| | - Павлов 65′    | (отчёт) | - 79′ Москвин | Стадион: им.Томского Зрителей: 10 000 Судья: В.Рябоконь |
| «Динамо» Москва: Я.Титов - Селин , Тетерин - Дубинин, Коротков, Столяров - Лапшин, Смирнов, Иванов, Павлов, Ильин Дукат: Черемисин - Ал.Старостин, П.Попов - Г.Путилин, Ан.Старостин, Леута - Н.Старостин , П.Старостин, Сушков, Москвин, С.Артемьев |                 |         |               |                                                         |

#### Итоговая таблица
| М | Клуб                 | И  | В | Н | П | М     | О  |
| - | -------------------- | -- | - | - | - | ----- | -- |
|   | «Серп и Молот»       | 11 | 7 | 3 | 1 | 28:9  | 28 |
|   | «Дукат»              | 11 | 8 | 1 | 2 | 25:7  | 28 |
|   | «Динамо»             | 11 | 7 | 2 | 2 | 44:13 | 27 |
| 4 | ЗиС                  | 11 | 8 | 0 | 3 | 30:11 | 27 |
| 5 | «Красный пролетарий» | 11 | 6 | 1 | 4 | 23:15 | 24 |

### Первенство «Динамо»
I Всесоюзная Спартакиада «Динамо», посвящённая 10-летию общества
Число участников — 96 (после предварительных игр в финальной части — 6). Чемпионат разыгрывался по «олимпийской системе».
Чемпион — «Динамо» Москва.

#### Финальный турнир
| 20 июл ЧД 1 (11) 1/4 финала | «Динамо» Москва                                                         | 7:2     | «Динамо» Ленинград              | Москва                                                        |
| | - Смирнов 8′ 55′ - Ильин 26′ - Лапшин 48′ - Павлов 60′ 69′ - Иванов 80′ | (отчёт) | - 37′ Б.Шелагин - 64′ М.Бутусов | Стадион: «Динамо» Зрителей: 10 000 Судья: В.Рябоконь (Москва) |
| «Динамо» Москва: Фокин - Селин , Тетерин - Дубинин, Лапшин, Столяров - Савостьянов, Смирнов, Иванов, Павлов, Ильин «Динамо» Ленинград: Сидоренко - Юденич, Епишин - Пав.Попов, Батырев , Гуськов - К.Егоров, Е.Шелагин, М.Бутусов, Б.Шелагин, М.Андреев |                                                                         |         |                                 |                                                               |

| 22 июл ЧД 2 (12) 1/2 финала | «Динамо» Москва                                                               | 7:4     | «Динамо» Северный Кавказ                                    | Москва                                                          |
| | - Ильин 12′ - Павлов 23′ 38′ 43′ - Лапшин 30′ - Смирнов 68′ - Савостьянов 83′ | (отчёт) | - 18′ Домбазов - 27′ Карнаухов - 58′ Курабо - 72′ Урбанский | Стадион: «Динамо» Зрителей: 10 000 Судья: Л.Иоселевич (Харьков) |
| «Динамо» Москва: Квасников - Селин (78' Корчебоков), Тетерин - Дубинин, Коротков, Столяров - Савостьянов, Смирнов, Лапшин, Павлов, Ильин «Динамо» Северный Кавказ: Поддубный - Коломацкий, Трейнис - В.Жеромский, Старусев, Водопьянов - Домбазов, Карнаухов, Курабо, Урбанский , Сердюков |                                                                               |         |                                                             |                                                                 |

| 24 июл ЧД 3 (13) финал | «Динамо» Москва            | 2:1     | «Динамо» Украина   | Москва                                                        |
| | - Смирнов 55′ - Павлов 68′ | (отчёт) | - 30′ Паровышников | Стадион: «Динамо» Зрителей: 18 000 Судья: В.Рябоконь (Москва) |
| «Динамо» Москва: Квасников - Корчебоков, Тетерин - Дубинин, Рёмин, Столяров - Савостьянов, Смирнов, Иванов, Павлов, Ильин «Динамо» Украина: Идзковский - К.Фомин , Епишин - Н.Фомин, Тютчев, Привалов - Копейко, Лайко, Лесной, Щегоцкий, Паровышников |                            |         |                    |                                                               |

## Товарищеские матчи
| 24 апр ТМ 1 | «Динамо» Москва                | 3:2     | «Дукат»                | Москва                               |
| | - Смирнов 69′ 76′ - Иванов 71′ | (отчёт) | - 19′ (пен.) 25′ Леута | Стадион: им.Томского Зрителей: 5 000 |
| «Динамо» Москва: ... Столяров - ..., Смирнов, Иванов, ... Дукат: И.Филиппов - Ал.Старостин, ... - ..., Ан.Старостин, Леута - Н.Старостин, Г.Путилин, Кривоносов, ... |                                |         |                        |                                      |

#### Матч сборной «Динамо»
| 30 мая ТМ 2 | «Динамо» сборная | 3:3     | ВЦСПС сборная | Москва            |
| |                  | (отчёт) |               | Стадион: «Динамо» |
| «Динамо» сборная: Идзковский - ..., Тетерин - Дубинин, Селин, ... - Малхасов, Смирнов, Иванов, Павлов, Ильин ВЦСПС сборная: ... - Ал.Старостин, Пчеликов - ..., Ан.Старостин, Леута - Н.Старостин, Исаков, В.Степанов, ... |                  |         |               |                   |

| 13 июл ТМ 3                                                                   | «Динамо» Москва | 3:4     | Серпухов | Серпухов |
|                                                                               | - Смирнов       | (отчёт) |          |          |
| «Динамо» Москва: Фокин - Селин ... Столяров - Савостьянов, Смирнов, ... Ильин |                 |         |          |          |

| 6 авг ТМ 4 | «Динамо» Москва | 1:4     | «Дукат»                                               | Москва                                   |
| | - ? 15′         | (отчёт) | - Ан.Старостин - Н.Старостин - Москвин - (пен.) Леута | Стадион: им.Томского Судья: В.Стрепихеев |
| «Динамо» Москва: Фокин - Корчебоков,Тетерин - Дубинин, Селин , Столяров - Савостьянов, Смирнов, Лапшин, Павлов, Ильин Дукат: Филиппов - Ал.Старостин, Попов - П.Старостин, Ан.Старостин, Леута - Н.Старостин, Артемьев, Кривошеин, Москвин, Афанасьев |                 |         |                                                       |                                          |

## Статистика сезона

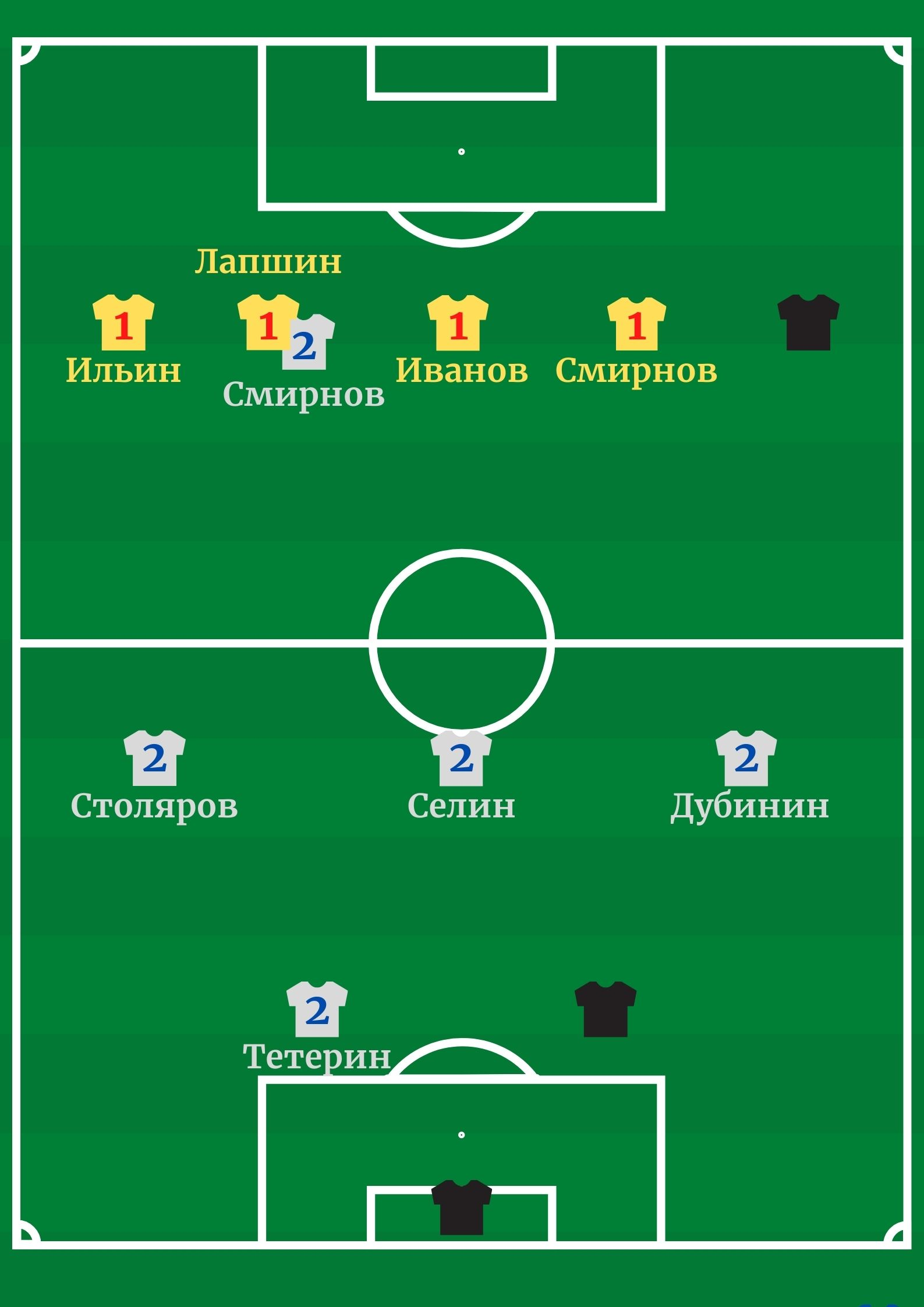
Динамовцы в Списке 33 лучших футболистов

| Игрок                | Чемпионат Москвы | Чемпионат Москвы | Чемпионат «Динамо» | Чемпионат «Динамо» | Итого           | Итого   | Товарищеские матчи | Товарищеские матчи | Всего официальные матчи | Всего официальные матчи |
| Игрок                | Вышел на замену  | Гол              | Вышел на замену    | Гол                | Вышел на замену | Гол     | Вышел на замену    | Гол                | Вышел на замену         | Гол                     |
| Вратари              | Вратари          | Вратари          | Вратари            | Вратари            | Вратари         | Вратари | Вратари            | Вратари            | Вратари                 | Вратари                 |
| -------------------- | ---------------- | ---------------- | ------------------ | ------------------ | --------------- | ------- | ------------------ | ------------------ | ----------------------- | ----------------------- |
| Евгений Фокин        | 15               | (-16)            | 1                  | (-2)               | 16              | (-18)   | 2                  | (-8)               | 33                      | (-47)                   |
| Александр Квасников  | 4                | (-9)             | 2                  | (-5)               | 6               | (-14)   |                    |                    | 16                      | (-27)                   |
| Ярослав Титов        | 1                | (-1)             |                    |                    | 1               | (-1)    |                    |                    | 1                       | (-1)                    |
| Защитники            |                  |                  |                    |                    |                 |         |                    |                    |                         |                         |
| Лев Корчебоков       | 12               |                  | 2                  |                    | 14              |         | 1                  |                    | 43                      |                         |
| Виктор Тетерин       | 19               |                  | 3                  |                    | 22              |         | 2                  |                    | 48                      |                         |
| Виктор Соколов       | 1                |                  |                    |                    | 1               |         |                    |                    | 1                       |                         |
| Полузащитники        |                  |                  |                    |                    |                 |         |                    |                    |                         |                         |
| Виктор Дубинин       | 18               |                  | 3                  |                    | 21              |         | 2                  |                    | 21                      |                         |
| Фёдор Селин (16)     | 14               | 1                | 2                  |                    | 16              | 1       | 3                  |                    | 55                      | 11                      |
| Алексей Столяров (2) | 17               | 1                | 3                  |                    | 20              | 1       | 3                  |                    | 67                      | 3                       |
| Павел Коротков       | 3                |                  | 1                  |                    | 4               |         |                    |                    | 17                      | 1                       |
| Александр Рёмин      | 4                |                  | 1                  |                    | 5               |         |                    |                    | 6                       |                         |
| Михаил Якушин        | 7                | 1                |                    |                    | 7               | 1       |                    |                    | 7                       | 1                       |
| Нападающие           |                  |                  |                    |                    |                 |         |                    |                    |                         |                         |
| Павел Савостьянов    | 7                | 1                | 3                  | 1                  | 10              | 2       | 2                  |                    | 52                      | 17                      |
| Алексей Лапшин       | 14               | 5                | 2                  | 2                  | 16              | 7       | 1                  |                    | 24                      | 9                       |
| Василий Смирнов      | 19               | 16               | 3                  | 4                  | 22              | 20      | 4                  | 5                  | 34                      | 27                      |
| Сергей Иванов        | 19               | 10               | 2                  | 1                  | 21              | 11      | 2                  | 1                  | 101                     | 96                      |
| Василий Павлов       | 19               | 21               | 3                  | 6                  | 22              | 27      | 2                  |                    | 63                      | 81                      |
| Сергей Ильин (4)     | 19               | 17               | 3                  | 2                  | 22              | 19      | 3                  |                    | 33                      | 27                      |

| Турнир            | Игрок         | Вышел на замену | Игрок         | Гол |
| ----------------- | ------------- | --------------- | ------------- | --- |
| Сезоны в клубе    | Иван Ленчиков | 10              |               |     |
| Официальные матчи | Сергей Иванов | 101             | Сергей Иванов | 96  |
| Чемпионат Москвы  | Сергей Иванов | 92              | Сергей Иванов | 83  |

Достижения в сезоне
- Сергей Иванов первым сыграл в 100 официальных матчах за «Динамо»
- Василий Павлов установил рекорд результативности «Динамо» за сезон в официальных матчах (27 мячей)
- Игроки «Динамо» за сезон в официальных сезоне сделали четыре хет-трика: Василий Павлов (хет-трик и «покер») и Василий Смирнов (два хет-трика)
- В Список 33 лучших футболистов сезона в СССР вошли девять динамовцев, в том числе четверо под № 1